# Færøyna
Færøyna est une île norvégienne dans le comté de Hordaland. Elle appartient administrativement à Straume.

## Géographie
Rocheuse et couverte d'arbres, elle s'étend sur environ 650 m de longueur pour une largeur approximative de 480 m.